# نفرین (فیلم ۱۳۸۹)
نفرین (فیلم ۱۳۸۹) فیلمی به کارگردانی علی توکل‌نیا و نویسندگی سمانه نجاتی ساختهٔ سال ۱۳۸۹ است.

## بازیگران
- اندیشه فولادوند
- نیما شاهرخ شاهی
- نیلوفر خوش خلق
- شیوا خسرومهر
- فرداد صفاخو
- محمدولی احمدلو
- عبداله نجف پور